# دان كيرنز
دان كيرنز هو لاعب كرة قدم كندية كندي، ولد في 23 نوفمبر 1956 في ساو لويز في البرازيل.

## وصلات خارجية
- دان كيرنز على موقع JustSportsStats.com (الإنجليزية)